# M16 (зенитная самоходная установка)
Многоствольный самоходный пулемёт M16 (англ. Multiple Gun Motor Carriage M16) — зенитная самоходная установка (ЗСУ) США периода Второй мировой войны.

## История
М16 была разработана в 1942—1943 годах как улучшенная версия ЗСУ M13, обладающая большей огневой мощью. Как и M13/M14, M16 выпускалась в двух вариантах: собственно M16, использовавшая шасси полугусеничного бронетранспортёра M3, и M17, использовавшая шасси его несколько отличавшегося варианта, M5; за исключением шасси и деталей конфигурации броневого корпуса, обе установки были идентичны.
M16 выпускались с мая 1943 года по март 1944 года, M17 — с декабря 1943 года по март 1944 года, всего было выпущено, соответственно, 2 877 и 1 000 ЗСУ обоих типов, также в M16 были переоборудованы 628 ЗСУ M13 и 109 T10. Ещё 321 или 332 аналогичные боевые машины, получившие неофициальное обозначение M16B, были получены путём установки в войсках однотипной счетверённой пулемётной установки на шасси транспортёра-тягача M2.
M16 стали наиболее многочисленным типом ЗСУ США во Второй мировой войне и активно использовались ими как на европейском, так и на тихоокеанском театрах военных действий. Все 1 000 выпущенных M17 в 1944 году были по программе ленд-лиза переданы СССР, где они стали основным средством мобильной ПВО танковых и механизированных частей РККА ВС Союза ССР.
В послевоенный период M16 использовались войсками США в Корейской войне и оставались на вооружении вплоть до 1958 года.
В период с 1956 года по 1962 год боевая машина стояла на вооружении Сухопутных войск Вооружённых сил ФРГ.

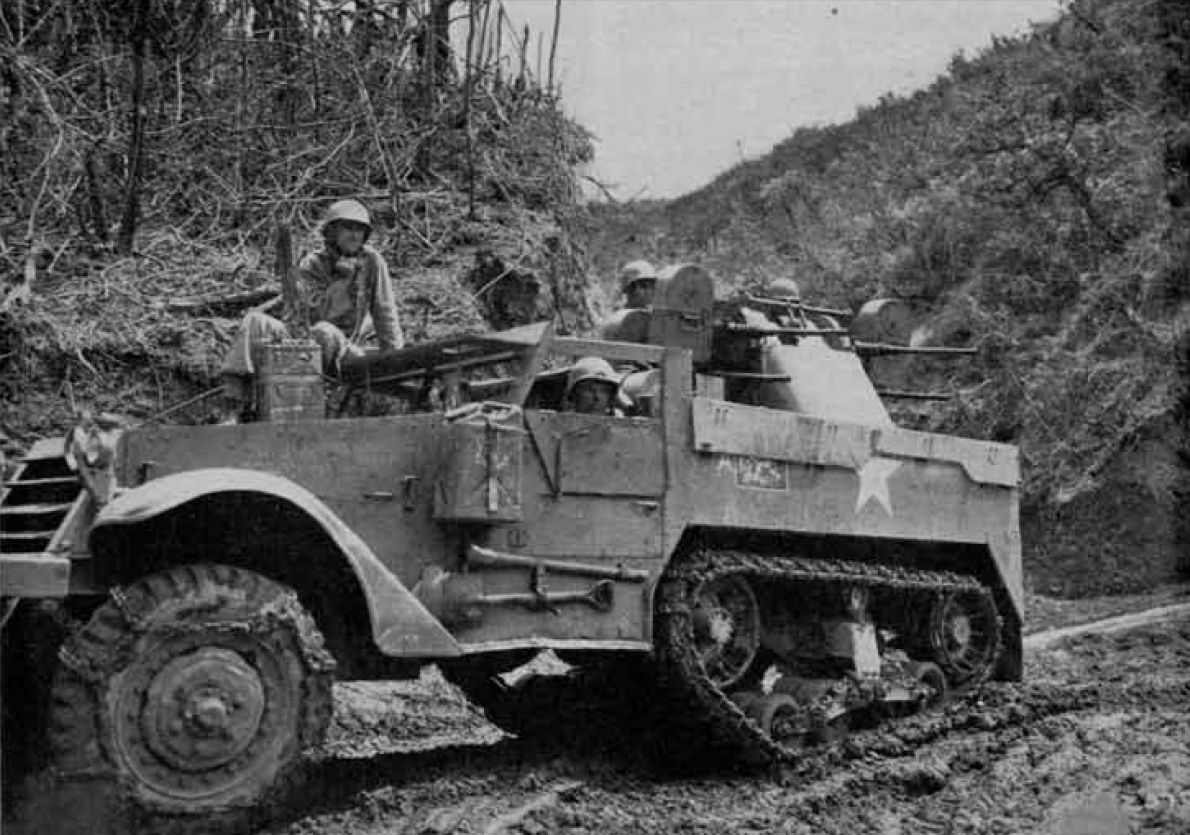
M16 MGMC, журнал береговой артиллерии, 1945 год.
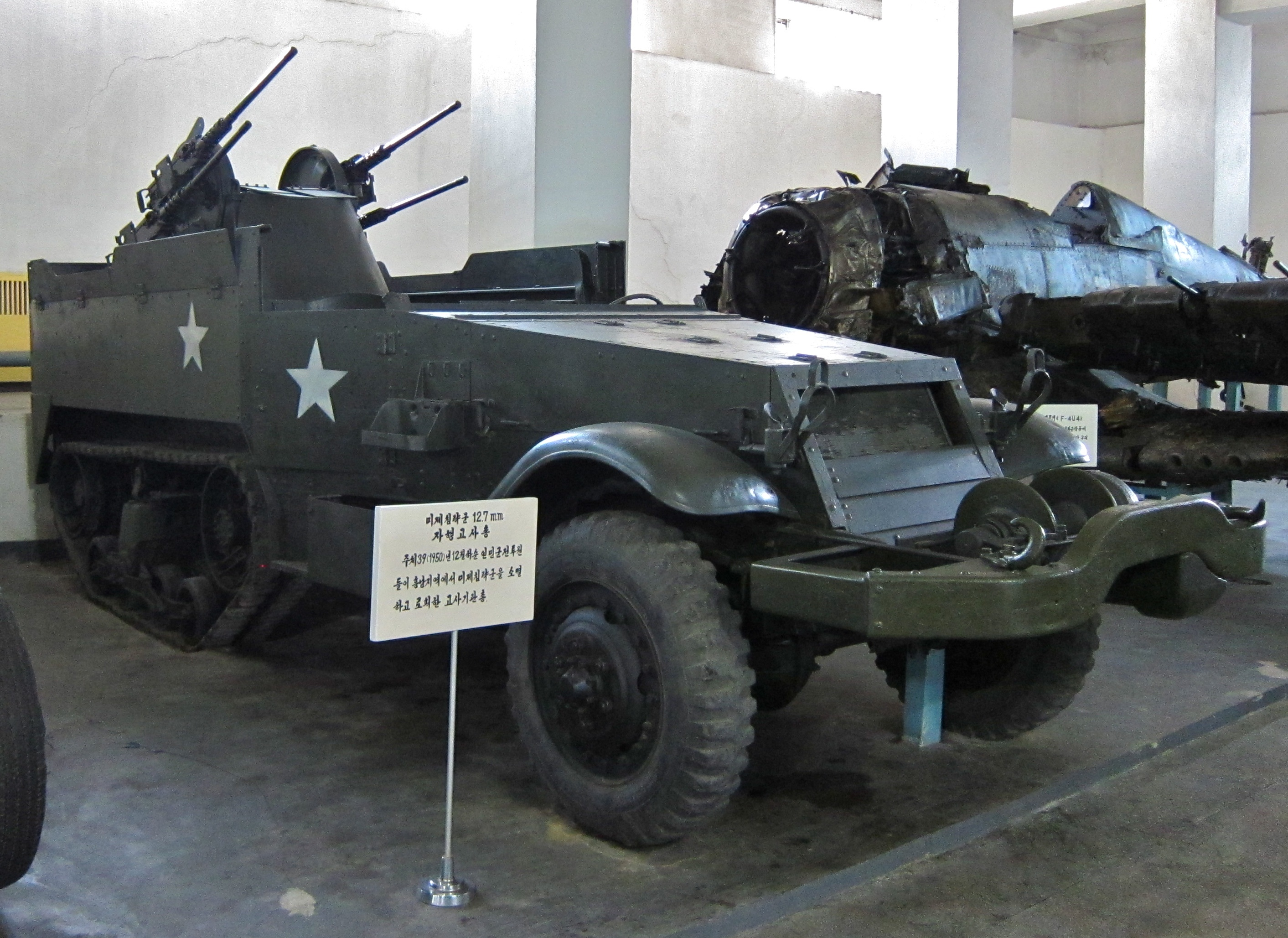
Захваченный ВС КНДР, в музее в Пхеньяне.
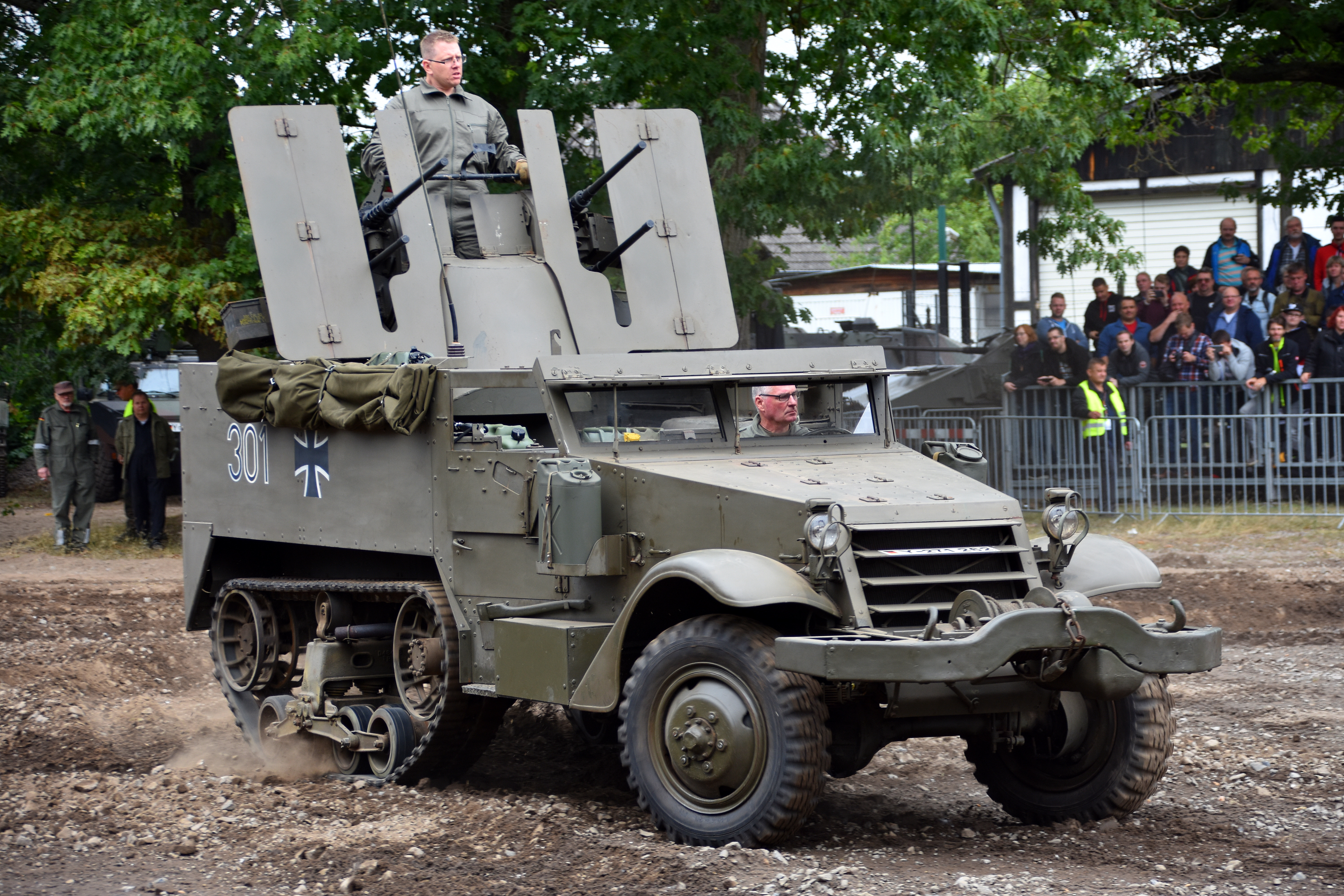
M16A1 СВ Вооружённых сил ФРГ, на выставке «Stahl auf der Heide», 2019 год — Немецкий танковый музей, Мюнстер.

## Тактико-технические характеристики
- Длина: 6,41 м
- Ширина: 1,96 м
- Высота: 2,50 м
- Вес: приблизительно 9,8 т
- Двигатель: рядный шестицилиндровый бензиновый двигатель White 160AX
- Рабочий объём двигателя: 6.330 см³
- Мощность двигателя: 147 л. с. (110 кВт) — хотя иногда и 130 л. с. (95,60 кВт)
- Коробка передач: ручная 4-ступенчатая коробка передач с 1 передачей заднего хода
- Максимальная скорость 72 км/ч (номинальная)
- Запас хода: приблизительно 280 км (дорога)
- Экипаж: 5 Человек